# КК Црвена звезда сезона 1945/46.
Сезона 1945/46 КК Црвена звезда обухвата све резултате и остале информације везане за наступ Црвене звезде у сезони 1945/46. С обзиром да се цело првенство играло по турнирском систему и то у периоду од 4. септембра до 9. септембра 1946. године, ова сезона се заправо односи само на 1946. годину. Ипак припреме као и састављање тима започето је одмах по формирању клуба 1945. године

## Формирање клуба
Дана 4. марта 1945. године у Делиградској 27 у Београду основано је Омладинско спортско друштво Црвена звезда, и међу првих 8 секција била је и кошаркашка секција. Они су заједно са одбојкашком секцијом добили терене предратног боб клуба на Малом Калемегдану. Прву праву лопту су добили на поклон од фудбалера Црвене звезде, док су прве трибине у ствари биле тешке гвоздене клупе, које су играчи украли из калемегданског парка и поставили поред терена. Први руководилац кошаркашке секције била је Мира Петровић, да би касније секцију преузео Мирко Аксентијевић. Убрзо му се прикључио Небојша Поповић, па су заједно радили на унапређењу клуба. Додатне проблеме правила им је држава. Формирањем армијског клуба Партизана, сви кошаркаши који су били у униформи морали су да пређу у Партизан. Тако су између осталих Звезду морали да напусте Аца Николић, Страхиња Браца Алагић и браћа Шапер (Светислав и Радомир).

## Тим
| бр     | бр     | Позиција | Име                | Националност                                     | Напомене             |
| ------ | ------ | -------- | ------------------ | ------------------------------------------------ | -------------------- |
|        |        |          | Небојша Поповић    | Социјалистичка Федеративна Република Југославија | истовремено и тренер |
|        |        |          | Срђан Калембер     | Социјалистичка Федеративна Република Југославија |                      |
|        |        |          | Александар Гец     | Социјалистичка Федеративна Република Југославија |                      |
|        |        |          | Борислав Станковић | Социјалистичка Федеративна Република Југославија |                      |
|        |        |          | Миодраг Стефановић | Социјалистичка Федеративна Република Југославија |                      |
|        |        |          | Реља Мештеровић    | Социјалистичка Федеративна Република Југославија |                      |
|        |        |          | Василије Стојковић | Социјалистичка Федеративна Република Југославија |                      |
|        |        |          | Раде Јовановић     | Социјалистичка Федеративна Република Југославија |                      |
|        |        |          | Тихомир Балубџић   | Социјалистичка Федеративна Република Југославија |                      |
|        |        |          | Иван Димић         | Социјалистичка Федеративна Република Југославија |                      |
|        |        |          | Владимир Бањац     | Социјалистичка Федеративна Република Југославија |                      |
| Тренер | Тренер | Тренер   | Небојша Поповић    | Социјалистичка Федеративна Република Југославија |                      |

## Првенство Југославије
Првенство је обухватало 8 најбољих екипа које су играле по једнокружном бод систему. Црвена звезда је скором од шест победа и једним поразом стигла до првог трофеја.
|    | Тим               | Игр. | Поб. | Пор. | П+  | П-  | Бод |
| -- | ----------------- | ---- | ---- | ---- | --- | --- | --- |
| 1. | Црвена звезда     | 7    | 6    | 1    | 305 | 107 | 12  |
| 2. | Задар             | 7    | 5    | 2    | 166 | 145 | 10  |
| 3. | Еђшег Нови Сад    | 7    | 5    | 2    | 186 | 194 | 10  |
| 4. | Партизан          | 7    | 4    | 3    | 211 | 106 | 8   |
| 5. | Славија Загреб    | 7    | 4    | 3    | 142 | 126 | 8   |
| 6. | Металац Београд   | 7    | 3    | 4    | 107 | 113 | 6   |
| 7. | Слобода Љубљана   | 7    | 1    | 6    | 83  | 206 | 2   |
| 8. | Македонија Скопље | 7    | 0    | 7    | 74  | 287 | 0   |